# Sławomir Brodzki
Sławomir Zdzisław Brodzki (ur. 19 października 1940 w Klimontowie, zm. 16 września 2019 w Zduńskiej Woli) – polski działacz samorządowy i partyjny, nauczyciel, w latach 1989–1990 prezydent Zduńskiej Woli.

## Życiorys
Syn Władysława i Aldony. Z zawodu nauczyciel, pracował w Szkole Podstawowej w Gajewnikach, Szkole Podstawowej nr 1 i Szkole Podstawowej nr 11 w Zduńskiej Woli, pełnił funkcję kierownika ostatniej z placówek w latach 1966–1972. Działał w Związku Nauczycielstwa Polskiego, pomiędzy 1966 a 1969 zasiadał w zarządzie jego oddziału w Zduńskiej Woli. Wstąpił do Polskiej Zjednoczonej Partii Robotniczej, w latach 1974–1980 pozostawał sekretarzem Komitetu Miejskiego PZPR w Zduńskiej Woli. Następnie w 1980 objął fotel dyrektora Wydziału Kultury i Sztuki Urzędu Wojewódzkiego w Sieradzu, a w 1982 szefa Rejonowego Ośrodka Pracy Partyjnej w Zduńskiej Woli. Od 18 października 1989 do 20 czerwca 1990 pełnił funkcję ostatniego komunistycznego prezydenta Zduńskiej Woli. W III RP został m.in. współwłaścicielem bazaru. W 1990 ubiegał się o fotel prezydenta miasta (w głosowaniu radnych przegrał z Radosławem Sieradzkim). W 1994, 1998, 2002 (z listy Sojuszu Lewicy Demokratycznej) i 2006 (z ramienia lokalnego komitetu) wybierany do zduńskowolskiej rady miejskiej.
Jego syn Andrzej Brodzki także został samorządowcem, kilkukrotnie ubiegał się o fotel prezydenta Zduńskiej Woli. 20 września 2019 pochowany na cmentarzu przy ul. Łaskiej w Zduńskiej Woli.